# Стецкевич, Станислав Михайлович
Станисла́в Миха́йлович Стецке́вич (28 сентября 1921 — 12 января 1994) — советский и российский историк-славист, доктор исторических наук (1968), профессор (1970).

## Биография
Станислав Михайлович Стецкевич родился в 1921 году в семье рабочего-кожевника. С 1942 по 1944 год работал на холодильном заводе. С 1944 по 1945 год служил в Красной Армии в 8-м полку 3-й дивизии войска Польского. В 1946 году стал техническим сотрудником Эрмитажа. С 1947 по 1948 год был сотрудником Отдела рукописей Публичной библиотеки. В 1948 году окончил Ленинградский государственный университет. В 1951 году защитил кандидатскую диссертацию «Рабочее движение в Варшаве в период подъёма революции 1905—1907 гг., 1906 г.». В 1953 году стал доцентом ЛГПИ им. А.И. Герцена, в 1957 году перевёлся на работу в ЛГУ. В 1966 году защитил докторскую диссертацию «Рабочее движение в Польше в 1918—1919 годах, ноябрь 1918 — июль 1919 года», в 1970 году получил звание профессора.
Занимался изучением истории Польши XX века. Автор учебников и методических пособий.
Среди его учеников были В. Г. Кутявин, Л. Г. Перес, С. Кальдерон и Равиндра Натх.
Сын Михаил — кандидат исторических наук, доцент СПбГУ.
Умер в 1994 году, похоронен на Серафимовском кладбище в Санкт-Петербурге.

## Основные работы
- Революция 1905—1907 гг. в Польше. Л., 1955.
- Социалистические страны Европы. М., 1977.
- Краткая история Польши с древнейших времен до наших дней. М., 1993.
- Пролетариат Королевства Польского в революции 1905—1907 гг. СПб., 1995.

## Награды
Награды СССР
- Орден Отечественной войны II степени;
- Медаль «За победу над Германией в Великой Отечественной войне 1941—1945 гг.»;
- Медаль «За доблестный труд в Великой Отечественной войне 1941—1945 гг.»;
- Медаль «За оборону Ленинграда»;
- Медаль «За освобождение Варшавы»;

Награды Польской Народной Республики
- Медаль «Заслуженным на поле Славы»;
- Медаль «За Варшаву»;
- Медаль «За Одру, Нису и Балтику»;
- Медаль «Победы и Свободы»;
- Медаль «За участие в боях за Берлин».